# Kreis Mettmann
Der Kreis Mettmann ist eine Gebietskörperschaft mit 490.910 Einwohnern (31. Dezember 2024) im Westen Nordrhein-Westfalens und gehört zum Regierungsbezirk Düsseldorf. Geographisch macht der Kreis Mettmann den größten Teil des Niederbergischen Landes aus, im Südwesten grenzt er an den Rhein. Durch seine zentrale Lage zwischen den rheinischen Großstädten Düsseldorf und Köln sowie dem Ruhrgebiet und dem Bergischen Städtedreieck ist der Kreis Mettmann ein bedeutsamer Wirtschaftsstandort und ein beliebtes Naherholungsgebiet. Als Teil der Metropolregion Rhein-Ruhr gehört der Kreis zu einem Verdichtungsraum mit über zehn Millionen Einwohnern. Historisch und soziokulturell wird er zur Kulturregion Bergisches Land gerechnet.
Der Kreis Mettmann ist nach Einwohnerzahl der achtgrößte in Deutschland und nach Fläche der siebtkleinste, die Bevölkerungsdichte ist die höchste aller Landkreise in Deutschland. Der Kreis Mettmann existiert in seiner heutigen Form seit der kommunalen Gebietsreform von 1975 und der zum 1. Juli 1976 erfolgten Wiederausgliederung der Stadt Monheim aus der Stadt Düsseldorf. Damals wurde der Kreis Düsseldorf-Mettmann, aus dem mehrere Städte und Gemeinden (Angermund, Hubbelrath, Kettwig, Schöller, Wittlaer) und weitere Gebietsteile an die umliegenden Großstädte ausgegliedert wurden, um Teile des aufgelösten Rhein-Wupper-Kreises erweitert und in Kreis Mettmann umbenannt. Die einwohnerstärkste Gemeinde ist mit 89.368 Einwohnern (31. Dezember 2024) die Stadt Ratingen, die einwohnerschwächste Gemeinde ist mit 20.731 Einwohnern die Stadt Wülfrath. Verwaltungssitz ist die Kreisstadt Mettmann.

## Geographie

### Lage
Der Kreis Mettmann liegt am nordwestlichen Rand der deutschen Mittelgebirgsschwelle im Niederbergischen Land zwischen den Ballungsräumen des Rheinlandes, des Ruhrgebietes und des Bergischen Städtedreiecks. Das Kreisgebiet wird im Südwesten vom Rhein begrenzt, im Westen liegt die Landeshauptstadt Düsseldorf. Nördlich des Kreises Mettmann schließt sich direkt das Ruhrgebiet an, im Nordosten grenzt der Kreis im Deilbach bei Velbert-Langenberg an Westfalen. Im Osten wird das Kreisgebiet vom Bergischen Städtedreieck und im Süden von der Stadt Leverkusen begrenzt.
Die Landschaftsformen sind divers. Während die südwestlichen Teile des Kreises, sowie ein Teil des Nordwestens, zur Niederrheinischen Bucht und damit zur Norddeutschen Tiefebene gehören, steigt das Gelände nach Nordosten hin terrassenförmig bis zum niederbergischen Hügelland im Osten an. Die höchste Erhebung im Kreisgebiet befindet sich mit 303 m ü. NHN am Großen Fettenberg in Velbert. Der tiefste Punkt befindet sich am Rheinufer in Monheim mit 32 m ü. NHN. Daraus ergibt sich ein Höhenunterschied von 271 Metern.

### Klima
Der Kreis Mettmann liegt in der gemäßigten Klimazone. Das Klima ist durch die Nähe zur Nordsee ozeanisch geprägt. Westwinde tragen oft feuchte Luftmassen heran; die Sommer sind in der Regel humid und mäßig warm, die Winter verhältnismäßig mild. Trotz der vergleichsweise geringen Fläche des Kreises bestehen klimatisch teilweise deutlich spürbare Unterschiede. So ist es in den höheren Lagen im Nordosten meist etwas kühler als im tiefer gelegenen Südteil des Kreises, auch fällt im Nordosten tendenziell mehr Niederschlag als im Süden.

### Gewässer
Neben dem Rhein durchfließt auch die Düssel das Kreisgebiet. Sie entspringt in Wülfrath, fließt durch Wuppertal, Mettmann, Haan und Erkrath und mündet in Düsseldorf in den Rhein. Die Itter fließt von Solingen über Haan und Hilden nach Düsseldorf-Benrath, wo sie ebenfalls in den Rhein mündet. Von Velbert kommend fließt zudem die Anger durch Wülfrath, Heiligenhaus und Ratingen, ehe sie in Düsseldorf-Angermund in den Rhein mündet. Der Deilbach bildet bei Velbert-Langenberg die historische Grenze zwischen dem Rheinland und Westfalen. Bis auf wenige hundert Meter reicht der Kreis im Norden bei Heiligenhaus an die Ruhr und im Süden bei Langenfeld an die Wupper heran.
Größere natürliche Seen finden sich nicht im Kreis Mettmann. In Langenfeld, Monheim, Hilden und Ratingen finden sich einige Baggerseen, die heute überwiegend als Naherholungsgebiete dienen, wie etwa der Blaue See. Ferner finden sich in Ratingen, Velbert, Wülfrath und Mettmann Seen in ehemaligen Kalksteinbrüchen.

### Nachbarkreise und -städte
Der Kreis Mettmann grenzt, im Nordwesten beginnend im Uhrzeigersinn, an die kreisfreien Städte Duisburg, Mülheim an der Ruhr und Essen, an den Ennepe-Ruhr-Kreis, an die kreisfreien Städte Wuppertal und Solingen, an den Rheinisch-Bergischen Kreis, an die kreisfreien Städte Leverkusen und Köln und schließlich an den Rhein-Kreis Neuss und an die kreisfreie Stadt Düsseldorf. Mit elf angrenzenden Kreisen bzw. kreisfreien Städten hat der Kreis Mettmann die meisten „Nachbarn“ in Nordrhein-Westfalen.
| Duisburg          | Mülheim an der Ruhr, Essen                  | Ennepe-Ruhr-Kreis          |
| Düsseldorf        | Kompassrose, die auf Nachbargemeinden zeigt | Wuppertal, Solingen        |
| Rhein-Kreis Neuss | Köln, Leverkusen                            | Rheinisch-Bergischer Kreis |

### Siedlungsstruktur
Der Nordteil des Kreises ist im Vergleich zum südlichen Kreisgebiet dünner besiedelt. Er macht 65,3 % der Gesamtfläche aus, dafür leben 52,6 % der Einwohner in diesem Gebiet. Daraus ergibt sich eine Bevölkerungsdichte von 960 Einwohnern pro Quadratkilometer. Rund um die Städte Heiligenhaus, Velbert, Wülfrath und Mettmann dominieren landwirtschaftlich genutzte Flächen das Landschaftsbild, in Ratingen gibt es zudem größere, zusammenhängende Waldflächen. Die einzelnen Städte sind überwiegend nicht miteinander verwachsen. Während Wülfrath, Mettmann und Heiligenhaus zum jeweils größten Teil nur aus einem bzw. zwei größeren Siedlungskernen bestehen, teilt sich das Stadtgebiet von Ratingen und Velbert auf mehrere Stadtteile auf.
Im südlichen Teil des Kreises zeigt sich ein vom Nordkreis deutlich abweichendes Bild. Der Südkreis macht nur 34,7 % der Gesamtfläche aus, während 47,4 % der Einwohner hier leben. Daraus ergibt sich eine Bevölkerungsdichte von 1630 Einwohnern pro Quadratkilometer. Die Städte Erkrath, Haan, Hilden, Langenfeld und Monheim sind zum Teil untereinander und mit ihren Nachbarstädten jenseits der Kreisgrenzen verwachsen.

### Kreisangehörige Städte
Im Kreis Mettmann gibt es zehn kreisangehörige Gemeinden, die alle den Titel Stadt führen und Mittelstädte sind. Die Städte Erkrath, Haan, Heiligenhaus, Hilden, Langenfeld (Rhld.), Mettmann, Monheim am Rhein und Wülfrath sind mit 20.000 bis 60.000 Einwohnern mittlere kreisangehörige Städte. Die beiden Städte Ratingen und Velbert sind mit mehr als 60.000 Einwohnern große kreisangehörige Städte.
| Name                   | Einwohner | Fläche     | Einw./km² | Status                         | AGS        |
| ---------------------- | --------- | ---------- | --------- | ------------------------------ | ---------- |
| Erkrath                | 043.706   | 026.88 km² | 1626      | mittlere kreisangehörige Stadt | 05 158 004 |
| Haan                   | 030.086   | 024.19 km² | 1244      | mittlere kreisangehörige Stadt | 05 158 008 |
| Heiligenhaus           | 026.252   | 027.52 km² | 0954      | mittlere kreisangehörige Stadt | 05 158 012 |
| Hilden                 | 055.157   | 025.95 km² | 2126      | mittlere kreisangehörige Stadt | 05 158 016 |
| Langenfeld (Rheinland) | 059.975   | 041.15 km² | 1457      | mittlere kreisangehörige Stadt | 05 158 020 |
| Mettmann               | 039.542   | 042.56 km² | 0929      | mittlere kreisangehörige Stadt | 05 158 024 |
| Monheim am Rhein       | 043.630   | 023.05 km² | 1893      | mittlere kreisangehörige Stadt | 05 158 026 |
| Ratingen               | 089.368   | 088.74 km² | 01007     | große kreisangehörige Stadt    | 05 158 028 |
| Velbert                | 082.463   | 074.90 km² | 1101      | große kreisangehörige Stadt    | 05 158 032 |
| Wülfrath               | 020.731   | 032.27 km² | 0642      | mittlere kreisangehörige Stadt | 05 158 036 |
| Gesamt (10)            | 490.910   | 407.21 km² | 1206      | Kreis Mettmann                 | 05 158     |

## Geschichte
Der heutige Kreis Mettmann existiert unter diesem Namen seit der kommunalen Neugliederung 1975. Seine Ursprünge gehen bis auf den 1816 und wiederum 1860 eingerichteten preußischen Kreis Mettmann und davor auf das Amt Mettmann im Herzogtum Berg zurück. Er ist rechtlich mit dem bis zum 31. Dezember 1974 bestehenden Kreis Düsseldorf-Mettmann identisch.
Das heutige Kreisgebiet wurde im Laufe des 19. und 20. Jahrhunderts mehrfach neu gegliedert und war zeitweilig Bestandteil der Kreise Elberfeld, Essen, Düsseldorf, Solingen, Rhein-Wupper und Düsseldorf-Mettmann. Letzterer umfasste auch Gebiete im heutigen Ruhrgebiet, so die heutigen südlichen Stadtteile von Mülheim an der Ruhr (Mintard, ehemaliger Stadtteil von Kettwig) und Essen (ehemalige Stadt Kettwig).
Die südlichen Städte des Kreises, Monheim am Rhein und Langenfeld (Rheinland), wurden von dem am 1. Januar 1975 aufgelösten Rhein-Wupper-Kreis übernommen, davon Monheim – nach einer zeitweiligen Eingemeindung nach Düsseldorf – erst am 1. Juni 1976.

## Bevölkerung

### Einwohnerstatistik

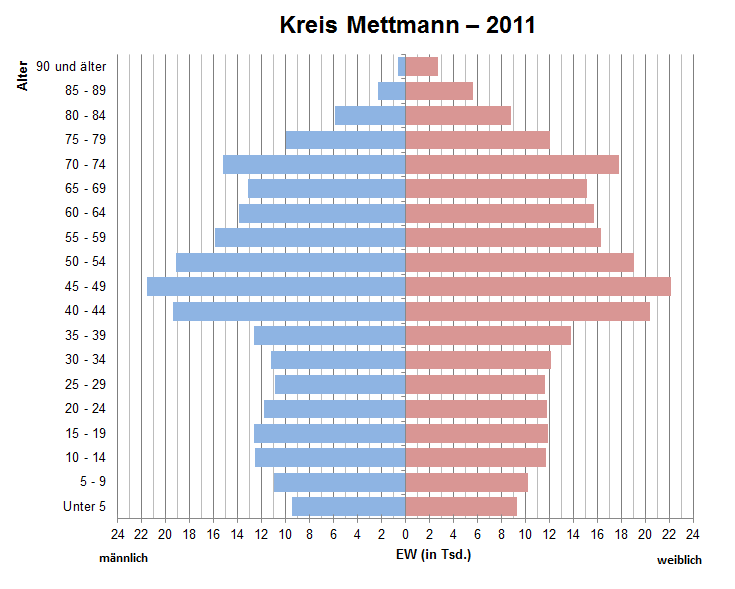
Bevölkerungspyramide für den Kreis Mettmann (Datenquelle: Zensus 2011)

| Jahr | Einwohner |
| ---- | --------- |
| 1976 | 469.516   |
| 1980 | 482.974   |
| 1985 | 477.052   |
| 1990 | 499.372   |
| 1995 | 504.698   |
| 2000 | 507.699   |
| 2005 | 504.972   |
| 2010 | 495.155   |
| 2015 | 483.279   |
| 2020 | 484.322   |
| 2022 | 489.794   |

### Konfessionsstatistik
Laut der Volkszählung 2011 waren 29,7 % der Einwohner evangelisch, 33,2 % römisch-katholisch und 37,1 % waren konfessionslos, gehörten einer anderen Glaubensgemeinschaft an oder machten keine Angabe. Der Anteil der evangelischen und katholischen Kirchenmitglieder an der Gesamtbevölkerung ist seitdem gesunken. Gemäß dem Zensus 2022 waren (2022) 23,4 % der Einwohner evangelisch, 28,4 % katholisch und 48,2 % waren konfessionslos, gehörten einer anderen Glaubensgemeinschaft an oder machten keine Angabe.
Laut der Statistik des Erzbistums Köln hat die Anzahl der katholischen Kirchenmitglieder im Jahr 2023 mit 4750 und im Jahr 2024 mit 4000 abgenommen.

## Politik

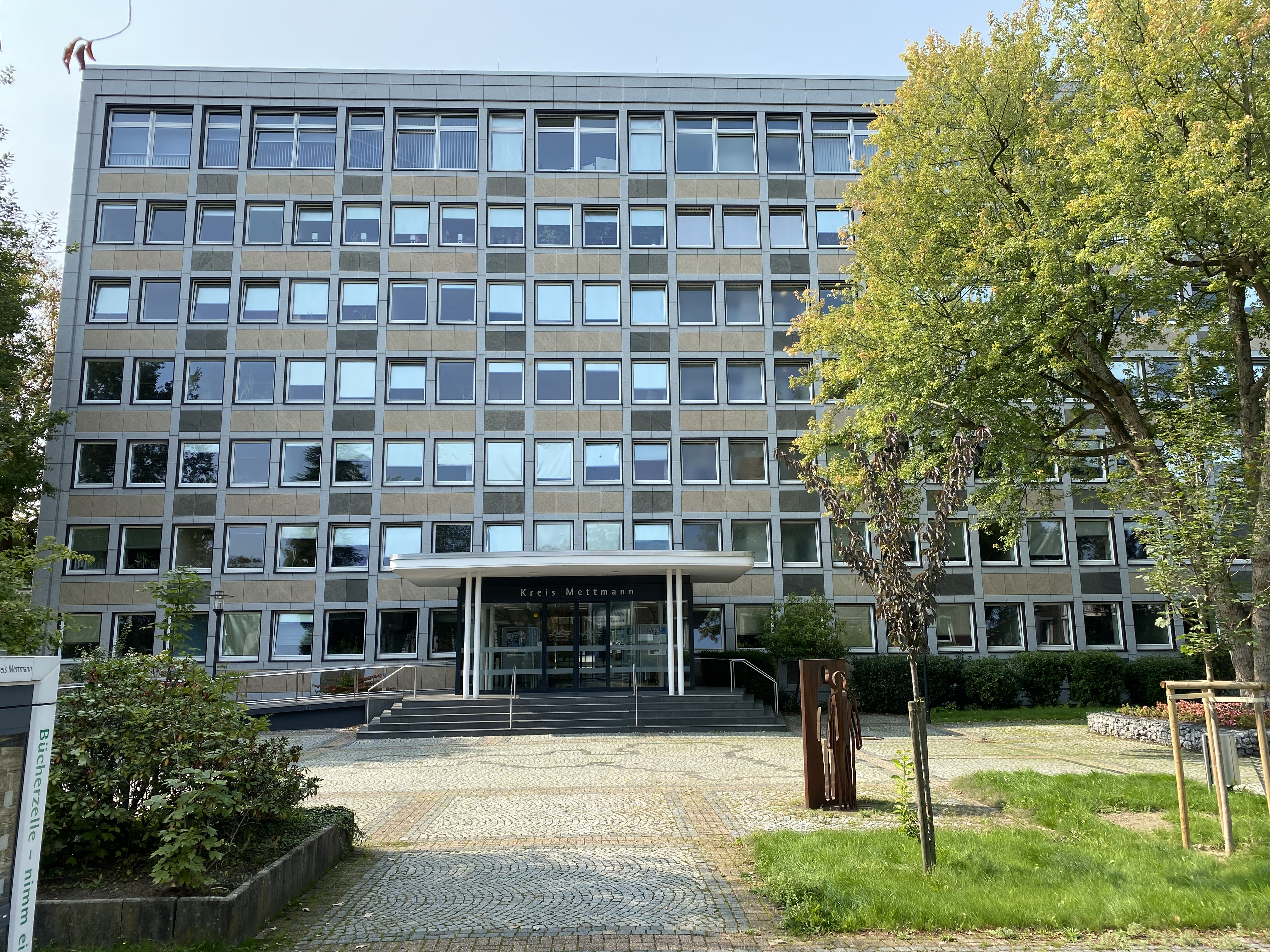
Gebäude der Kreisverwaltung in Mettmann

### Kreistag
- Linke: 3
- Piraten: 2
- Grüne: 19
- SPD: 15
- UWG-ME: 4
- FDP: 5
- CDU: 33
- AfD: 5

Der Kreistag des Kreises Mettmann hat regulär 66 Sitze. In der aktuellen Wahlperiode (2020 bis 2025) sind es aufgrund von Überhang- und Ausgleichsmandaten 86 Sitze, welche sich auf sechs Fraktionen und zwei Gruppen aufteilen. Die Kommunalwahl 2020 ergab die folgende Sitzverteilung im Kreistag:
| Partei       | Sitze | Fraktionsvorsitzende                 |
| ------------ | ----- | ------------------------------------ |
| CDU          | 33    | Waldemar Madeia                      |
| Grüne        | 19    | Anna Meike Reimann, Andreas Kanschat |
| SPD          | 14    | Jens Geyer                           |
| FDP          | 05    | Rudolf Joseph                        |
| AfD          | 05    | Marlon Buchholz                      |
| UWG-ME       | 05    | Brigitte Hagling                     |
| Piraten      | 03    | Thomas Küppers                       |
| Fraktionslos | 02    | –                                    |

Für die laufende Wahlperiode haben CDU, Grüne und FDP am 2. November 2020 eine Kooperationsvereinbarung geschlossen.
Der Kreistag setzte sich seit den Kommunalwahlen 1975 folgendermaßen zusammen:
| Kreistag des Kreises Mettmann: Wähleranteil und Sitze | Kreistag des Kreises Mettmann: Wähleranteil und Sitze | Kreistag des Kreises Mettmann: Wähleranteil und Sitze | Kreistag des Kreises Mettmann: Wähleranteil und Sitze | Kreistag des Kreises Mettmann: Wähleranteil und Sitze | Kreistag des Kreises Mettmann: Wähleranteil und Sitze | Kreistag des Kreises Mettmann: Wähleranteil und Sitze | Kreistag des Kreises Mettmann: Wähleranteil und Sitze | Kreistag des Kreises Mettmann: Wähleranteil und Sitze | Kreistag des Kreises Mettmann: Wähleranteil und Sitze | Kreistag des Kreises Mettmann: Wähleranteil und Sitze | Kreistag des Kreises Mettmann: Wähleranteil und Sitze | Kreistag des Kreises Mettmann: Wähleranteil und Sitze | Kreistag des Kreises Mettmann: Wähleranteil und Sitze | Kreistag des Kreises Mettmann: Wähleranteil und Sitze | Kreistag des Kreises Mettmann: Wähleranteil und Sitze | Kreistag des Kreises Mettmann: Wähleranteil und Sitze | Kreistag des Kreises Mettmann: Wähleranteil und Sitze | Kreistag des Kreises Mettmann: Wähleranteil und Sitze | Kreistag des Kreises Mettmann: Wähleranteil und Sitze | Kreistag des Kreises Mettmann: Wähleranteil und Sitze | Kreistag des Kreises Mettmann: Wähleranteil und Sitze |
| ----------------------------------------------------- | ----------------------------------------------------- | ----------------------------------------------------- | ----------------------------------------------------- | ----------------------------------------------------- | ----------------------------------------------------- | ----------------------------------------------------- | ----------------------------------------------------- | ----------------------------------------------------- | ----------------------------------------------------- | ----------------------------------------------------- | ----------------------------------------------------- | ----------------------------------------------------- | ----------------------------------------------------- | ----------------------------------------------------- | ----------------------------------------------------- | ----------------------------------------------------- | ----------------------------------------------------- | ----------------------------------------------------- | ----------------------------------------------------- | ----------------------------------------------------- | ----------------------------------------------------- |
| Wahlperiode                                           | CDU                                                   | CDU                                                   | CDU                                                   | CDU                                                   | SPD                                                   | SPD                                                   | SPD                                                   | SPD                                                   | Bündnis 90/Die Grünen                                 | Bündnis 90/Die Grünen                                 | Bündnis 90/Die Grünen                                 | Bündnis 90/Die Grünen                                 | FDP                                                   | FDP                                                   | FDP                                                   | FDP                                                   | Sonstige                                              | Sonstige                                              | Sonstige                                              | Sonstige                                              | Sitze                                                 |
|                                                       | Wähleranteil                                          |                                                       |                                                       |                                                       |                                                       |                                                       |                                                       |                                                       |                                                       |                                                       |                                                       |                                                       |                                                       |                                                       |                                                       |                                                       |                                                       |                                                       |                                                       |                                                       |                                                       |
| VIII: 1975–1976                                       | 46,8 %                                                | –                                                     | –                                                     | –                                                     | 44,6 %                                                | 0–                                                    | –                                                     | –                                                     | 0–                                                    | 0–                                                    | –                                                     | –                                                     | 08,6 %                                                | –                                                     | –                                                     | –                                                     | 0–                                                    | –                                                     | –                                                     | –                                                     | k. A.                                                 |
| VIII: 1976–1979                                       | 45,2 %                                                | –                                                     | –                                                     | –                                                     | 45,8 %                                                | 0–                                                    | –                                                     | –                                                     | 0–                                                    | 0–                                                    | –                                                     | –                                                     | 08,9 %                                                | –                                                     | –                                                     | –                                                     | 0–                                                    | –                                                     | –                                                     | –                                                     | k. A.                                                 |
| IX: 1979–1984                                         | 47,4 %                                                | +0,6                                                  |                                                       | –                                                     | 43,7 %                                                | 0−0,9                                                 |                                                       | –                                                     | 0–                                                    | 0–                                                    | –                                                     | –                                                     | 07,9 %                                                | −0,7                                                  |                                                       | –                                                     | 01,0 %                                                | +1,0                                                  |                                                       | –                                                     | k. A.                                                 |
| X: 1984–1989                                          | 44,3 %                                                | −3,1                                                  |                                                       | –                                                     | 38,8 %                                                | 0−4,9                                                 |                                                       | –                                                     | 09,9 %                                                | 0+9,9                                                 |                                                       | –                                                     | 06,3 %                                                | −1,6                                                  |                                                       | –                                                     | 00,7 %                                                | −0,3                                                  |                                                       | –                                                     | k. A.                                                 |
| XI: 1989–1994                                         | 40,1 %                                                | −4,2                                                  |                                                       | –                                                     | 40,0 %                                                | 0+1,2                                                 |                                                       | –                                                     | 08,9 %                                                | 0−1,0                                                 |                                                       | –                                                     | 08,4 %                                                | +2,1                                                  |                                                       | –                                                     | 02,6 %                                                | +1,9                                                  |                                                       | –                                                     | k. A.                                                 |
|                                                       | Wähleranteil und Sitze                                |                                                       |                                                       |                                                       |                                                       |                                                       |                                                       |                                                       |                                                       |                                                       |                                                       |                                                       |                                                       |                                                       |                                                       |                                                       |                                                       |                                                       |                                                       |                                                       |                                                       |
| XII: 1994–1999                                        | 42,9 %                                                | +2,8                                                  |                                                       | 30                                                    | 38,8 %                                                | 0−1,2                                                 |                                                       | 27                                                    | 10,6 %                                                | 0+1,7                                                 |                                                       | 07                                                    | 05,3 %                                                | −3,1                                                  |                                                       | 3                                                     | 02,4 %                                                | −0,2                                                  |                                                       | 0                                                     | 67                                                    |
| XIII: 1999–2004                                       | 51,9 %                                                | +9,0                                                  |                                                       | 34                                                    | 31,6 %                                                | 0−7,2                                                 |                                                       | 21                                                    | 06,9 %                                                | 0−3,7                                                 |                                                       | 05                                                    | 05,9 %                                                | +0,6                                                  |                                                       | 4                                                     | 03,7 %                                                | +1,3                                                  |                                                       | 02                                                    | 66                                                    |
| XIV: 2004–2009                                        | 46,3 %                                                | −5,6                                                  |                                                       | 33                                                    | 29,3 %                                                | 0−2,3                                                 |                                                       | 21                                                    | 10,1 %                                                | 0+3,2                                                 |                                                       | 07                                                    | 07,8 %                                                | +1,9                                                  |                                                       | 6                                                     | 06,3 %                                                | +2,6                                                  |                                                       | 05                                                    | 72                                                    |
| XV: 2009–2014                                         | 41,5 %                                                | −4,8                                                  |                                                       | 33                                                    | 23,3 %                                                | 0−6,0                                                 |                                                       | 19                                                    | 13,4 %                                                | 0+3,3                                                 |                                                       | 11                                                    | 10,6 %                                                | +2,8                                                  |                                                       | 9                                                     | 11,1 %                                                | +4,8                                                  |                                                       | 08                                                    | 80                                                    |
| XVI: 2014–2020                                        | 42,5 %                                                | +1,0                                                  |                                                       | 33                                                    | 27,7 %                                                | 0+4,4                                                 |                                                       | 21                                                    | 11,8 %                                                | 0−1,6                                                 |                                                       | 09                                                    | 04,9 %                                                | −5,7                                                  |                                                       | 4                                                     | 13,1 %                                                | +2,0                                                  |                                                       | 11                                                    | 78                                                    |
| XVII: 2020–2025                                       | 38,6 %                                                | −3,9                                                  |                                                       | 33                                                    | 17,3 %                                                | −10,4                                                 |                                                       | 15                                                    | 22,5 %                                                | +10,7                                                 |                                                       | 19                                                    | 06,4 %                                                | +1,5                                                  |                                                       | 5                                                     | 15,3 %                                                | +2,2                                                  |                                                       | 14                                                    | 86                                                    |

### Landräte
Bis 1999 nahm der ehrenamtliche Landrat nur repräsentative Aufgaben wahr, der Hauptverwaltungsbeamte des Kreises war der Oberkreisdirektor (OKD).
- 1975–1989: Willi Müser (CDU)
- 1989–1994: Heinz Pensky (SPD)
- 1994–1999: Willi Müser (CDU)
- seit 1. Oktober 1999 (Wiederwahl 2004, 2009, 2014 und 2020): Thomas Hendele (CDU)

### Oberkreisdirektoren (bis 1999)
- 1. August 1959 bis 31. März 1978: Günther Nothnick (SPD) (bis 1975 Kreis Düsseldorf-Mettmann)
- 1. April 1978 bis 31. März 1990: Siegfried Hentschel (CDU)
- 1. Juni 1990 bis 30. September 1999: Robert Wirtz (FDP)

### Wappen und Flagge
| Wappen der Gemeinde Kluse | Blasonierung: „In silbernem (weißem) Schild ein blaubewehrter und blaugekrönter doppelschwänziger roter Löwe, alles innerhalb eines schwarzen Schildbordes, der im rechten Obereck nach innen rund ausgebogen, dort mit einem silbernen (weißen) Vorhängeschloss und im linken unteren Bogen nach der Figur mit einer goldenen (gelben) Ähre belegt ist.“                                 |
| Wappen der Gemeinde Kluse | Wappenbegründung: Das von Wolfgang Pagenstecher aus Düsseldorf entworfene Wappen wurde am 28. November 1936 vom Preußischen Staatsministerium genehmigt. Das Wappentier der Herzöge von Berg, der Bergische Löwe, soll die traditionelle Zugehörigkeit des Kreises zum Bergischen Land dokumentieren. Schloss und Ähre weisen auf charakteristische Wirtschaftszweige im Kreisgebiet hin. |

Flagge des Kreises Mettmann

Hissflagge: „Rot-Weiß-Rot-Weiß-Rot im Verhältnis 2 : 5 : 2 : 5 : 2 quergestreift, belegt mit dem Wappen im Liek. Das Flaggentuch hat ein Verhältnis von 2:1. In der Hauptsatzung ist diese Beschreibung zu finden: ‚Weißes Flaggentuch im Verhältnis von Länge zu Höhe wie 2 : 1 mit roten Längsstreifen am Ober- und Unterrand und in der Mitte in den Verhältnissen 2 : 5 : 2 : 5 : 2, an der Mastseite belegt mit dem Wappen des Kreises Mettmann.‘“

### Haushalt
Der Haushaltsaufwand betrug 2012 435,1 Mio. Euro, denen 426,4 Mio. Euro aus Erträgen gegenüberstanden, sodass ein Fehlbedarf von 8,7 Mio. Euro entstand.
2012 mussten die 10 Städte über die Kreisumlage bei einem Hebesatz von 45,2 % 284,7 Millionen Euro an den Kreis Mettmann zahlen. Davon entfielen auf Erkrath 22,6, auf Haan 18,4, auf Heiligenhaus 12,5, auf Hilden 35,2, auf Langenfeld 35,1, auf Mettmann 17,0, auf Monheim 24,1, auf Ratingen 67,7, auf Velbert 42,0 und auf Wülfrath 10,1 Mio. Euro. 113,7 Mio. Euro mussten über die Landschaftsumlage mit dem Hebesatz von 16,7 % an den Landschaftsverband Rheinland gezahlt werden.
Der Kreis Mettmann war zum Stichtag 31. Dezember 2012 mit 6,43 Millionen Euro verschuldet. Dies entspricht der zusammen mit dem Landkreis Lörrach niedrigsten Pro-Kopf-Verschuldung aller Landkreise in Deutschland.

### Wahlkreise

#### Landtagswahlkreise Nordrhein-Westfalen
Gegenwärtig ist der Kreis Mettmann in die folgenden Landtagswahlkreise eingeteilt (Stand: 2022):
- Landtagswahlkreis 37, Mettmann I: Monheim am Rhein, Langenfeld, Teile von Hilden (direkt gewählt: Claudia Schlottmann, CDU)
- Landtagswahlkreis 38, Mettmann II: Erkrath, Haan, Teile von Hilden und Mettmann (direkt gewählt: Christian Untrieser, CDU)
- Landtagswahlkreis 39, Mettmann III – Mülheim II: Ratingen, Heiligenhaus, Teile von Mülheim an der Ruhr (direkt gewählt: Jan Heinisch, CDU)
- Landtagswahlkreis 40, Mettmann IV: Velbert, Wülfrath, Teile von Mettmann (direkt gewählt: Martin Sträßer, CDU)

#### Bundestagswahlkreise
Bis einschließlich der Bundestagswahl 1976 war der Kreis Mettmann in die Wahlkreise Düsseldorf-Mettmann I und II eingeteilt:
- Wahlkreis 73, Düsseldorf-Mettmann I (mit Mettmann, Erkrath, Haan, Wülfrath, Hilden)
- Wahlkreis 72, Düsseldorf-Mettmann II (mit Ratingen, Velbert, Heiligenhaus, Kettwig, Amt Angerland, Amt Hubbelrath)

Bei den Bundestagswahlen 1980 bis 1998 war der Kreis Mettmann in die Wahlkreise Mettmann I und II eingeteilt:
- Wahlkreis 73, Mettmann I (mit Mettmann, Erkrath, Haan, Hilden, Langenfeld, Monheim)
- Wahlkreis 72, Mettmann II (mit Ratingen, Velbert, Heiligenhaus, Wülfrath)

Bei den Bundestagswahlen seit 2002 ist der Kreis Mettmann in die Wahlkreise Mettmann I und II eingeteilt (keine Veränderungen der Gebiete):
- Wahlkreis 105, Mettmann I: Mettmann, Erkrath, Haan, Hilden, Langenfeld, Monheim (direkt gewählt: Klaus Wiener, CDU)
- Wahlkreis 106, Mettmann II: Ratingen, Velbert, Heiligenhaus, Wülfrath (direkt gewählt: Peter Beyer, CDU)

### Bürgermeister
In den kreisangehörigen Städten amtieren die folgenden Personen als hauptamtliche Bürgermeister:
- Erkrath: Christoph Schultz (CDU)
- Haan: Bettina Warnecke (parteilos)
- Heiligenhaus: Michael Beck (CDU)
- Hilden: Claus Pommer (parteilos)
- Langenfeld (Rhld.): Frank Schneider (CDU)
- Mettmann: Sandra Pietschmann (parteilos)
- Monheim am Rhein: Daniel Zimmermann (PETO)
- Ratingen: Klaus Pesch (parteilos)
- Velbert: Dirk Lukrafka (CDU)
- Wülfrath: Rainer Ritsche (parteilos)

### Kreisjugendrat
Der Kreis Mettmann gründete 2021 den „Jugendrat des Kreises Mettmann“ (Kreisjugendrat Mettmann) als politische Interessenvertretung der Jugendlichen. Vorangegangen war eine jahrelange Initiative engagierter Jugendlicher aus den Jugendgremien Erkrath, Hilden und Haan. Es handelt sich um den ersten Kreisjugendrat im Land NRW, und auch bundesweit gibt es kaum Gremien, welche sich an Funktion und Größe vergleichen lassen.
Dieses Gremium vertritt die Interessen der über 100.000 Kinder und Jugendlichen im Kreis Mettmann. Zugleich stellt es eine Vernetzung zwischen den etablierten städtischen Jugendräten dar.

## Wirtschaft
Im „Zukunftsatlas“ 2022 des Marktforschungsinstituts Prognos belegte der Kreis Mettmann Platz 73 von 401 Landkreisen, Kommunalverbänden und kreisfreien Städten und gehört damit zu den Regionen mit „hohen Zukunftschancen“. 2016 belegte der Kreis Mettmann in derselben Rangliste Platz 143, in der Ausgabe von 2019 lag er auf Platz 111.
Der Kreis Mettmann hat nach dem Rheinisch-Bergischen Kreis, der Landeshauptstadt Düsseldorf und dem Rhein-Kreis Neuss die vierthöchste Kaufkraft in Nordrhein-Westfalen. Bundesweit belegt der Kreis Mettmann den 39. Platz der 401 Landkreise und kreisfreien Städte.

### Tourismus

Logo Neanderland

Der Kreis Mettmann vermarktet sich gemeinsam mit seinen kreisangehörigen Städten unter der Marke „neanderland“ als Tourismusziel und wirbt mit Sehenswürdigkeiten wie dem Neandertal und dem Neanderthalmuseum, einem Museumsangebot, historischen Stadtkernen und Landschaftsräumen – von der niederbergischen Hügellandschaft im Nordosten des Kreises bis zur rheinischen Ebene im südlicheren Kreisgebiet – sowie dem Rundwanderweg neanderland STEIG. Ein großer Teil der Naturflächen des Kreises steht unter Natur- und Landschaftsschutz.
Der Kreis Mettmann gehört zu den wenigen Regionen, die sich nicht unter ihrem geographischen Namen, sondern mit einem Kunstnamen touristisch vermarkten (siehe auch: Heidiland). Mit der Wortneuschöpfung „Neanderland“ knüpft der Kreis an das Alleinstellungsmerkmal der Region – das weltbekannte Neandertal mit der Fundstelle des Neanderthalers – an. In Anlehnung an den Neanderthaler-Mythos soll das Motiv „neanderland“ der Region und ihren zehn Städten eine gemeinsame Identität geben und sie vom internationalen Bekanntheitsgrad des Neandertals profitieren lassen.
Zunächst verwendete der Kreis Mettmann den Begriff „Neanderland“ vorwiegend in seinen Kulturprojekten. Durch das EU/Ziel2-Förderprojekt „Erlebnis.NRW“, das der Kreis Mettmann mit seinem eingereichten Förderprojekt „Expeditionen ins neanderland – Destinationsmarketingkonzept für den Kreis Mettmann“ 2010 gewonnen hatte, steht der Name seither schwerpunktmäßig in Verbindung mit dem Tourismusmarketing.
Das vor allem aus den Mehrheitsfraktionen des Kreistags und der Stadträte der kreisangehörigen Städte getragene Marketingkonzept generierte anfangs ein gespaltenes Echo in der Bevölkerung und ist dort noch nicht vollständig verankert. Das überwiegend touristische Ziele verfolgende Projekt „Neanderland“ stößt in der traditionell eher durch Kleingewerbe und Kleinindustrie geprägten Region zwischen den Großstädten Düsseldorf und Wuppertal auch auf Ablehnung. Die Erzeugung einer gemeinschaftlichen Identität unter dem „Dach Neanderland“ erscheint schwierig. Es gibt kaum gemeinschaftliche Traditionen. Der Kreis ist erst 1975 im Rahmen einer kommunalen Neugliederung entstanden. Zudem handelt es sich bei einigen der kreisangehörigen Städte um sehr alte Gründungen, zum Teil aus der Zeit vor dem Jahr 1000. Auf diese Weise haben sich lokale Traditionen und Dialekte entwickelt, die von Ort zu Ort sehr unterschiedlich sein können. Der Zuzug von Kriegsflüchtlingen nach dem Zweiten Weltkrieg und der bis heute erfolgende Zuzug von Migranten scheinen die Findung einer gemeinschaftlichen Identität im Kreis Mettmann zu erschweren.
Ein Jahr nach der Einführung der neuen Tourismusvermarktungsstrategie im März 2013 fand das Neanderland eine wachsende mediale Beachtung: So widmete unter anderem das WDR Fernsehen dem Neanderland in seiner Sendereihe Wunderschön! einen 90-minütigen Sendebeitrag mit dem Titel Das neue Neanderland.

#### Campingplätze
Im Kreis Mettmann befinden sich drei Campingplätze:
- Campingplatz Rheinblick in Monheim am Rhein
- Gut Halfeshof in Mettmann
- Wasserski Camping in Langenfeld

### Bergbau
In den Städten Mettmann und Wülfrath wird bis heute Kalkstein abgebaut. In Wülfrath befindet sich mit dem vom belgischen Konzern Lhoist betriebenen Kalkwerk Flandersbach das größte Kalkwerk Europas. Der Kalkabbau in Haan und Erkrath ist im 20. Jahrhundert zum Erliegen gekommen.
Darüber hinaus spielte in der Vergangenheit der Abbau von Kies eine bedeutende Rolle, vor allem in Ratingen, Erkrath, Hilden, Monheim und Langenfeld. In Mettmann wurde bis ins 20. Jahrhundert Eisen- und Bleierz abgebaut. In Velbert wurde neben Blei- und Eisenerz auch Steinkohle abgebaut. Auch in Ratingen und Heiligenhaus finden sich Spuren von frühneuzeitlichem Erzabbau. Vom Mittelalter bis ins 20. Jahrhundert wurde im Windrather Alaunloch bei Velbert-Neviges zudem Alaun abgebaut.

### Auszeichnungen
Der Wettbewerb „Familienfreundlicher Betrieb im Kreis Mettmann“ wurde 2005 im Rahmen des bundesweiten Wettbewerbes „Erfolgsfaktor Familie 2005“ des Bundesministeriums für Wirtschaft und Arbeit durchgeführt, dessen Teilnehmer aus dem Kreis Mettmann automatisch am regionalen Wettbewerb beteiligt waren. Preisträger war Discher Sanitätstechnik, Haan, Schwarz Pharma und Spedition Dammasch, Monheim am Rhein, Argetra Verlag, Ratingen und die Stadtverwaltung Velbert.

### Beteiligungen
Der Kreis ist Gesellschafter der Beratungsgesellschaft PD – Berater der öffentlichen Hand.

## Verkehr

### Schiene
Im Schienenpersonennahverkehr verkehren die S-Bahnen S 1, S 6, S 8, S 9, S 28 und S 68 (zeitweise). Die RB 48 hält in Haan und Gruiten. Der RE 49 hält in Velbert-Langenberg und Velbert-Neviges. In Hilden hält zudem der zwischen Remscheid und Düsseldorf verkehrende RE 47 (Düssel-Wupper-Express).
Heiligenhaus und Monheim sind nicht an den Schienen-Personen-Nahverkehr angeschlossen.
Im öffentlichen Personennahverkehr verkehren zahlreiche Buslinien zwischen den Städten sowie in Ratingen eine Stadtbahnlinie (U 72) der Düsseldorfer Stadtbahn. Die Buslinien werden von der Rheinbahn, Kreisverkehrsgesellschaft Mettmann (KVGM) sowie den Stadtwerken der einzelnen Städte betrieben. Die Stadtbahnlinie wird von der Rheinbahn betrieben.
In allen öffentlichen Verkehrsmitteln im Kreis Mettmann gelten die Preise des Verkehrsverbundes Rhein-Ruhr. In Langenfeld und Monheim gilt für Fahrten in das Gebiet des Verkehrsverbundes Rhein-Sieg (VRS) der VRS-Tarif („kleiner Grenzverkehr“), von Erkrath, Haan und Hilden aus gilt der VRS-Tarif als Übergangstarif bis nach Köln („großer Grenzverkehr“).

### Straße

#### Autobahnen
Bedingt durch die zentrale Lage zwischen den Ballungszentren Ruhrgebiet, Rheinland, Bergischem Städtedreieck und Köln ist der Kreis Mettmann von zahlreichen Autobahnen durchzogen:
In Nord-Süd-Richtung verläuft von Ratingen über Erkrath, Hilden und Langenfeld die A 3, eine der am stärksten befahrenen Autobahnen Deutschlands. Sie trifft im Kreuz Hilden auf die A 46, welche von Düsseldorf über Erkrath, Hilden und Haan nach Wuppertal verläuft.
Durch den Nordkreis führt von Ratingen über Heiligenhaus bis Velbert – mit einer Unterbrechung zwischen dem Kreuz Ratingen-Ost und Heiligenhaus – die A 44, welche bei ihrer Fertigstellung den Niederrhein und den Düsseldorfer Norden mit dem mittleren Ruhrgebiet verbinden soll. Im Kreuz Düsseldorf-Nord trifft die A 44 auf die A 52, welche Düsseldorf mit Essen verbindet und über Ratinger Stadtgebiet führt. Im Dreieck Breitscheid zweigt von der A 52 die A 524 ab, welche von Ratingen bis zum Kreuz Duisburg-Süd führt und dort in die B 288 übergeht.
Die A 59 verbindet den Düsseldorfer Süden mit Leverkusen und führt über Monheimer und Langenfelder Stadtgebiet. Sie trifft im Dreieck Monheim-Süd auf die A 542, welche die A 59 mit der fünf Kilometer entfernt parallel verlaufenden A 3 verbindet.
Im Osten des Kreises verläuft die A 535 vom Sonnborner Kreuz in Wuppertal über Wülfrath bis zum Dreieck Velbert-Nord, wo sie in die A 44 mündet.

#### Bundesstraßen
Folgende Bundesstraßen verlaufen durch den Kreis Mettmann:
- B 1: von Düsseldorf-Rath kommend über Ratingen-Breitscheid nach Mülheim an der Ruhr
- B 7: von Düsseldorf-Hubbelrath kommend über Mettmann und Haan-Gruiten nach Wuppertal
- B 224: von Essen-Werden kommend über Velbert nach Wuppertal
- B 227: von Ratingen-Breitscheid über Heiligenhaus nach Essen
- B 228: von Düsseldorf-Benrath kommend über Hilden und Haan nach Wuppertal
- B 229: von Langenfeld nach Solingen

### Flugverkehr
Der Flughafen Düsseldorf grenzt im Nordwesten direkt an die Stadt Ratingen und somit an den Kreis Mettmann. Der Flughafen Köln/Bonn ist ein weiterer Flughafen in der näheren Umgebung.
Zwischen Ratingen und Heiligenhaus befindet sich das Segelfluggelände Meiersberg.

## Kultur und Sehenswürdigkeiten

### Weltkulturerbe
Im Juli 2021 nahm die UNESCO den Niedergermanischen Limes in die Liste der Welterbestätten auf. Dazu gehört auch das auf ein römisches Kastell zurückgehende Haus Bürgel in Monheim am Rhein.

### Kulturprojekte
Der Kreis Mettmann beteiligt sich in der überörtlichen Kulturförderung. Zu den Kulturprojekten zählen die in ungeraden Jahren stattfindende „neanderland BIENNALE“, ein Theaterfestival mit internationalen Partnern, sowie die Aktion „neanderland TATORTE – offene Ateliers“, die im jährlichen Wechsel mit der Biennale stattfindet. Bei der kreisweiten jurierten Ausstellung „neanderland ART“ präsentieren Künstler alle zwei Jahre ihre neuesten Arbeiten. Bis 2012 lief dieses Format unter dem Namen „Kreiskunstausstellung“, ab 2014 unter dem neuen Namen („neanderland ART 14“ für das Jahr 2014). Jährlich im September veranstaltet der Kreis zusammen mit Museen und Ausstellungshäusern der Region die „neanderland MUSEUMSNACHT“.
Neben dem Regionalwettbewerb Jugend musiziert ruft der Kreis Mettmann jedes Jahr zu einem Jugend-Bandcontest auf.

### Auszeichnungen
Der Kulturpreis Kreis Mettmann wird seit dem Jahr 2000 alle zwei Jahre in wechselnden Sparten ausgeschrieben und vergeben. Der Preisträger erhält 4000 Euro.
Preisträger:
- 2011 (Malerei): Katharina Gun Oehlert (Hilden)[51]
- 2009 (Zeichnung): Karin Dörre (Hilden)[52][53][54]
- 2007 (Glaskunst): Uta Majmudar (Haan)
- 2006 (Stein-Skulptur): Antjepia Gottschalk (Ratingen)
- 2004 (Aquarell): Nicht vergeben
- 2003 (Keramik): Silvia Roth (Haan)
- 2002 (Lebenswerk): Wolfgang Niederhagen (Haan)
- 2001 (Fotografie): Christian Müller (Düsseldorf/Velbert)
- 2000 (Grafik): Anna Schriever (Mettmann), Ulla Clemens (Ratingen), Uta Clemens (Erkrath)[50]

### Jüdische Friedhöfe
Für den Kreis Mettmann sind neun Jüdische Friedhöfe dokumentiert: in Heiligenhaus (1), in Ratingen (2), in Monheim (1), in Mettmann (1), in Langenfeld (1) und in Velbert (3). Es sind schützenswerte Kulturdenkmäler – steinerne Zeugen für ehemals existierende jüdische Gemeinden und eines regen jüdischen Gemeindelebens bis in die 1930er Jahre.

## Gesundheit und Bildung

### Krankenhäuser und private Kliniken

#### Allgemeinkrankenhäuser
- St.-Josefs-Krankenhaus, Hilden
- St.-Martinus-Krankenhaus, Langenfeld
- Evangelisches Krankenhaus, Mettmann
- St.-Marien-Krankenhaus, Ratingen
- Helios Klinikum Niederberg, Velbert

#### Fachkrankenhäuser
- LVR-Klinik für Psychiatrie, Langenfeld
- LVR-Tagesklinik für Psychiatrie, Mettmann
- Fachklinik 360° für Orthopädie und Rheumatologie, Ratingen
- Fliedner-Krankenhaus, Ratingen
- Fachklinik Langenberg, Velbert
- Fachklinik für Kinder- und Jugendpsychiatrie, Wülfrath

#### Private Kliniken
- Bergman Klinik im Park, Hilden
- Privatklinik Hahnerhof, Ratingen[56]

### Berufliche Bildung
Der Kreis Mettmann ist Träger von vier Berufskollegs:
- Berufskolleg Niederberg in Velbert
- Berufskolleg Neandertal in Mettmann
- Berufskolleg Hilden in Hilden
- Adam-Josef-Cüppers-Berufskolleg in Ratingen.

Zudem betreibt der Kreis Mettmann die staatlich anerkannte Bildungsakademie für Gesundheits- und Sozialberufe des Kreises Mettmann GmbH.
Daneben gibt es diverse berufliche Bildungsmöglichkeiten einzelner Städte.

## Kfz-Kennzeichen
Bei der Bildung des Kreises Mettmann wurde diesem mit Wirkung vom 1. Januar 1975 das bis heute gültige Unterscheidungszeichen ME zugeteilt. Zuvor führten die Städte des Kreises Düsseldorf-Mettmann das Unterscheidungszeichen D, die Städte Langenfeld und Monheim am Rhein führten bis 1975 das Unterscheidungszeichen OP (Opladen) des Rhein-Wupper-Kreises.